# NBA Playoffs 1972
Gli NBA Playoffs 1972 si conclusero con la vittoria dei Los Angeles Lakers (campioni della Western conference) che sconfissero i campioni della Eastern Conference, i New York Knicks.

## Squadre qualificate

### Eastern Conference
1. Boston Celtics
2. Baltimore Bullets
3. N.Y. Knicks
4. Atlanta Hawks

### Western Conference
1. L.A. Lakers
2. Milwaukee Bucks
3. G.S. Warriors
4. Chicago Bulls

## Tabellone
|  | Semifinali Conference | Semifinali Conference | Semifinali Conference |                 |                  | Finali Conference | Finali Conference | Finali Conference |  |  | NBA Finals | NBA Finals | NBA Finals |  |
|  |                       |                       |                       |                 |                  |                   |                   |                   |  |  |            |            |            |  |
|  | P1                    | L.A. Lakers *         | 4                     |                 |                  |                   |                   |                   |  |  |            |            |            |  |
|  | P1                    | L.A. Lakers *         | 4                     |                 |                  |                   |                   |                   |  |  |            |            |            |  |
|  | M2                    | Chicago Bulls         | 0                     |                 |                  |                   |                   |                   |  |  |            |            |            |  |
|  | M2                    | Chicago Bulls         | 0                     |                 | L.A. Lakers *    | L.A. Lakers *     | 4                 |                   |  |  |            |            |            |  |
|  |                       |                       |                       |                 | L.A. Lakers *    | L.A. Lakers *     | 4                 |                   |  |  |            |            |            |  |
|  |                       |                       | Milwaukee Bucks       | Milwaukee Bucks | 2                |                   |                   |                   |  |  |            |            |            |  |
|  | P2                    | G.S. Warriors         | Milwaukee Bucks       | Milwaukee Bucks | 2                | 1                 |                   |                   |  |  |            |            |            |  |
|  | P2                    | G.S. Warriors         |                       |                 |                  |                   |                   |                   |  |  |            |            |            |  |
|  | M1                    | Milwaukee Bucks       | 4                     |                 |                  |                   |                   |                   |  |  |            |            |            |  |
|  | M1                    | Milwaukee Bucks       | 4                     |                 | L.A. Lakers *    | L.A. Lakers *     | 4                 |                   |  |  |            |            |            |  |
|  |                       |                       |                       |                 |                  |                   |                   |                   |  |  |            |            |            |  |
|  |                       |                       | N.Y. Knicks           | N.Y. Knicks     | 1                |                   |                   |                   |  |  |            |            |            |  |
|  | A1                    | Boston Celtics *      | N.Y. Knicks           | N.Y. Knicks     | 1                | 4                 |                   |                   |  |  |            |            |            |  |
|  | A1                    | Boston Celtics *      |                       |                 |                  |                   |                   |                   |  |  |            |            |            |  |
|  | C2                    | Atlanta Hawks         | 2                     |                 |                  |                   |                   |                   |  |  |            |            |            |  |
|  | C2                    | Atlanta Hawks         | 2                     |                 | Boston Celtics * | Boston Celtics *  | 1                 |                   |  |  |            |            |            |  |
|  |                       |                       |                       |                 | Boston Celtics * | Boston Celtics *  | 1                 |                   |  |  |            |            |            |  |
|  |                       |                       | N.Y. Knicks           | N.Y. Knicks     | 4                |                   |                   |                   |  |  |            |            |            |  |
|  | C1                    | Baltimore Bullets     | N.Y. Knicks           | N.Y. Knicks     | 4                | 2                 |                   |                   |  |  |            |            |            |  |
|  | C1                    | Baltimore Bullets     |                       |                 |                  |                   |                   |                   |  |  |            |            |            |  |
|  | A2                    | N.Y. Knicks           | 4                     |                 |                  |                   |                   |                   |  |  |            |            |            |  |

Legenda
- * Vincitore Division
- "Grassetto" Vincitore serie
- "Corsivo" Squadra con fattore campo

## Eastern Conference

### Semifinali

#### (1) Boston Celtics - (4) Atlanta Hawks
RISULTATO FINALE: 4-2
| Boston 29 marzo 1972 Gara 1                                                                            | Boston Celtics | 126 – 108 (28-30, 34-23, 33-30, 31-25) referto | Atlanta Hawks | Boston Garden (12.815 spett.) |
| J. Havlicek 32 Punti L. Hudson 29 J. Havlicek 10 Assist H. Gilliam 8 D. Cowens 16 Rimbalzi D. Adams 12 |                |                                                |               |                               |
| |                |                                                |               |                               |
| J. Havlicek 32                                                                                         | Punti          | L. Hudson 29                                   |               |                               |
| J. Havlicek 10                                                                                         | Assist         | H. Gilliam 8                                   |               |                               |
| D. Cowens 16                                                                                           | Rimbalzi       | D. Adams 12                                    |               |                               |

| Atlanta 31 marzo 1972 Gara 2                                                                            | Atlanta Hawks | 113 – 104 (32-30, 27-22, 31-28, 23-24) referto | Boston Celtics | Alexander Memorial Coliseum (6.955 spett.) |
| L. Hudson 41 Punti J. Havlicek 43 H. Gilliam 9 Assist J. Havlicek 4 W. Bellamy 18 Rimbalzi D. Cowens 12 |               |                                                |                |                                            |
| |               |                                                |                |                                            |
| L. Hudson 41                                                                                            | Punti         | J. Havlicek 43                                 |                |                                            |
| H. Gilliam 9                                                                                            | Assist        | J. Havlicek 4                                  |                |                                            |
| W. Bellamy 18                                                                                           | Rimbalzi      | D. Cowens 12                                   |                |                                            |

| Boston 2 aprile 1972 Gara 3                                                                                               | Boston Celtics | 136 – 113 (33-27, 41-26, 22-28, 40-32) referto | Atlanta Hawks | Boston Garden (12.094 spett.) |
| J. Havlicek 31 Punti P. Maravich 37 J.J. White 11 Assist P. Maravich 6 D. Cowens , H. Finkel 11 Rimbalzi J. Washington 11 |                |                                                |               |                               |
| |                |                                                |               |                               |
| J. Havlicek 31 | Punti          | P. Maravich 37                                 |               |                               |
| J.J. White 11 | Assist         | P. Maravich 6                                  |               |                               |
| D. Cowens, H. Finkel 11                                                                                                   | Rimbalzi       | J. Washington 11                               |               |                               |

| Atlanta 4 aprile 1972 Gara 4                                                                             | Atlanta Hawks | 112 – 110 (26-30, 26-24, 32-26, 28-30) referto | Boston Celtics | Alexander Memorial Coliseum (7.192 spett.) |
| P. Maravich 36 Punti J.J. White 32 D. Adams 4 Assist J. Havlicek 5 W. Bellamy 15 Rimbalzi S. Kuberski 13 |               |                                                |                |                                            |
| |               |                                                |                |                                            |
| P. Maravich 36                                                                                           | Punti         | J.J. White 32                                  |                |                                            |
| D. Adams 4                                                                                               | Assist        | J. Havlicek 5                                  |                |                                            |
| W. Bellamy 15                                                                                            | Rimbalzi      | S. Kuberski 13                                 |                |                                            |

| Boston 7 aprile 1972 Gara 5 | Boston Celtics | 124 – 114 (33-23, 25-30, 31-31, 35-30) referto | Atlanta Hawks | Boston Garden (15.315 spett.) |
| J. Havlicek 27 Punti L. Hudson , W. Bellamy , P. Maravich 21 J. Havlicek 9 Assist P. Maravich 8 D. Cowens 12 Rimbalzi W. Bellamy 13 |                |                                                |               |                               |
| |                |                                                |               |                               |
| J. Havlicek 27 | Punti          | L. Hudson, W. Bellamy, P. Maravich 21          |               |                               |
| J. Havlicek 9 | Assist         | P. Maravich 8                                  |               |                               |
| D. Cowens 12 | Rimbalzi       | W. Bellamy 13                                  |               |                               |

| Atlanta 9 aprile 1972 Gara 6                                                                                          | Atlanta Hawks | 118 – 127 (31-41, 33-35, 24-24, 30-27) referto | Boston Celtics | Alexander Memorial Coliseum (7.192 spett.) |
| P. Maravich 37 Punti D. Cowens , J. Havlicek 26 P. Maravich 5 Assist J.J. White 9 W. Bellamy 15 Rimbalzi D. Cowens 20 |               |                                                |                |                                            |
| |               |                                                |                |                                            |
| P. Maravich 37 | Punti         | D. Cowens, J. Havlicek 26                      |                |                                            |
| P. Maravich 5 | Assist        | J.J. White 9                                   |                |                                            |
| W. Bellamy 15 | Rimbalzi      | D. Cowens 20                                   |                |                                            |

PRECEDENTI IN REGULAR SEASON
| Regular Season 1971-72 | Boston Celtics | 4 – 0                                                                     | Atlanta Hawks | Referto 1 - Referto 2 - Referto 3 - Referto 4 |
| Atlanta Hawks 108 Boston Celtics 136 Boston Celtics 130 Atlanta Hawks 106 Punti 115 Boston Celtics 116 Atlanta Hawks 108 Atlanta Hawks 122 Boston Celtics |                |                                                                           |               |                                               |
| |                |                                                                           |               |                                               |
| Atlanta Hawks 108 Boston Celtics 136 Boston Celtics 130 Atlanta Hawks 106                                                                                 | Punti          | 115 Boston Celtics 116 Atlanta Hawks 108 Atlanta Hawks 122 Boston Celtics |               |                                               |

PRECEDENTI NEI PLAYOFF
|  | Boston Celtics (1957, 1960, 1961) | 3 – 1 | Atlanta Hawks (1958) |  |

#### (2) Baltimore Bullets - (3) New York Knicks
RISULTATO FINALE: 2-4
| Baltimora 31 marzo 1972 Gara 1                                                                    | Baltimore Bullets | 108 – 105 (d.1t.s.) (24-26, 27-24, 23-20, 25-29) (9-6) referto | N.Y. Knicks | Baltimore Civic Center (12.289 spett.) |
| A. Clark 38 Punti W. Frazier 31 W. Unseld 6 Assist W. Frazier 6 W. Unseld 18 Rimbalzi J. Lucas 14 |                   |                                                                |             |                                        |
|                                                                                                   |                   |                                                                |             |                                        |
| A. Clark 38                                                                                       | Punti             | W. Frazier 31                                                  |             |                                        |
| W. Unseld 6                                                                                       | Assist            | W. Frazier 6                                                   |             |                                        |
| W. Unseld 18                                                                                      | Rimbalzi          | J. Lucas 14                                                    |             |                                        |

| New York 2 aprile 1972 Gara 2                                                                                        | N.Y. Knicks | 110 – 88 (26-17, 30-21, 23-28, 31-22) referto | Baltimore Bullets | Madison Square Garden (19.588 spett.) |
| W. Frazier 30 Punti A. Clark 18 W. Frazier 9 Assist A. Clark 7 D. DeBusschere 14 Rimbalzi W. Unseld , J. Tresvant 10 |             |                                               |                   |                                       |
| |             |                                               |                   |                                       |
| W. Frazier 30 | Punti       | A. Clark 18                                   |                   |                                       |
| W. Frazier 9 | Assist      | A. Clark 7                                    |                   |                                       |
| D. DeBusschere 14 | Rimbalzi    | W. Unseld, J. Tresvant 10                     |                   |                                       |

| Baltimora 4 aprile 1972 Gara 3                                                                                            | Baltimore Bullets | 104 – 103 (29-27, 18-25, 31-26, 26-25) referto | N.Y. Knicks | Baltimore Civic Center (12.289 spett.) |
| A. Clark 35 Punti E. Monroe 28 W. Unseld , A. Clark 9 Assist B. Bradley 5 W. Unseld , J. Tresvant 12 Rimbalzi J. Lucas 12 |                   |                                                |             |                                        |
| |                   |                                                |             |                                        |
| A. Clark 35 | Punti             | E. Monroe 28                                   |             |                                        |
| W. Unseld, A. Clark 9 | Assist            | B. Bradley 5                                   |             |                                        |
| W. Unseld, J. Tresvant 12                                                                                                 | Rimbalzi          | J. Lucas 12                                    |             |                                        |

| New York 6 aprile 1972 Gara 4                                                                          | N.Y. Knicks | 104 – 98 (25-20, 25-27, 32-26, 22-25) referto | Baltimore Bullets | Madison Square Garden (19.588 spett.) |
| B. Bradley 25 Punti A. Clark 22 W. Frazier 8 Assist A. Clark 6 D. DeBusschere 13 Rimbalzi W. Unseld 16 |             |                                               |                   |                                       |
| |             |                                               |                   |                                       |
| B. Bradley 25                                                                                          | Punti       | A. Clark 22                                   |                   |                                       |
| W. Frazier 8                                                                                           | Assist      | A. Clark 6                                    |                   |                                       |
| D. DeBusschere 13                                                                                      | Rimbalzi    | W. Unseld 16                                  |                   |                                       |

| Baltimora 9 aprile 1972 Gara 5                                                                             | Baltimore Bullets | 82 – 106 (23-28, 20-22, 12-27, 27-29) referto | N.Y. Knicks | Baltimore Civic Center (10.244 spett.) |
| M. Riordan 16 Punti J. Lucas , E. Monroe 20 A. Clark 9 Assist J. Lucas 6 W. Unseld 13 Rimbalzi J. Lucas 16 |                   |                                               |             |                                        |
| |                   |                                               |             |                                        |
| M. Riordan 16                                                                                              | Punti             | J. Lucas, E. Monroe 20                        |             |                                        |
| A. Clark 9                                                                                                 | Assist            | J. Lucas 6                                    |             |                                        |
| W. Unseld 13                                                                                               | Rimbalzi          | J. Lucas 16                                   |             |                                        |

| New York 11 aprile 1972 Gara 6                                                                                            | N.Y. Knicks | 107 – 101 (27-19, 21-25, 27-30, 32-27) referto | Baltimore Bullets | Madison Square Garden (19.588 spett.) |
| J. Lucas , W. Frazier 22 Punti A. Clark 31 W. Frazier , E. Monroe 5 Assist A. Clark 11 J. Lucas 12 Rimbalzi J. Tresvant 8 |             |                                                |                   |                                       |
| |             |                                                |                   |                                       |
| J. Lucas, W. Frazier 22                                                                                                   | Punti       | A. Clark 31                                    |                   |                                       |
| W. Frazier, E. Monroe 5                                                                                                   | Assist      | A. Clark 11                                    |                   |                                       |
| J. Lucas 12 | Rimbalzi    | J. Tresvant 8                                  |                   |                                       |

PRECEDENTI IN REGULAR SEASON
| Regular Season 1971-72 | Baltimore Bullets | 2 – 4 | N.Y. Knicks | Referto 1 - Referto 2 - Referto 3 - Referto 4, Referto 5 - Referto 6 |
| Baltimore Bullets 87 New York Knicks 125 Baltimore Bullets 94 New York Knicks 102 New York Knicks 97 Baltimore Bullets 95 Punti 110 New York Knicks 114 Baltimore Bullets 114 New York Knicks 110 Baltimore Bullets 104 Baltimore Bullets 97 New York Knicks (1 t.s.) |                   | |             |                                                                      |
| |                   | |             |                                                                      |
| Baltimore Bullets 87 New York Knicks 125 Baltimore Bullets 94 New York Knicks 102 New York Knicks 97 Baltimore Bullets 95 | Punti             | 110 New York Knicks 114 Baltimore Bullets 114 New York Knicks 110 Baltimore Bullets 104 Baltimore Bullets 97 New York Knicks (1 t.s.) |             |                                                                      |

PRECEDENTI NEI PLAYOFF
|  | Baltimore Bullets (1971) | 1 – 2 | N.Y. Knicks (1969, 1970) |  |

### Finale

#### (1) Boston Celtics - (3) New York Knicks
RISULTATO FINALE: 1-4
| Boston 13 aprile 1972 Gara 1                                                                       | Boston Celtics | 94 – 116 (17-26, 19-27, 31-32, 27-31) referto | N.Y. Knicks | Boston Garden (14.292 spett.) |
| J.J. White 19 Punti W. Frazier 36 J.J. White 5 Assist J. Lucas 8 D. Cowens 15 Rimbalzi J. Lucas 11 |                |                                               |             |                               |
| |                |                                               |             |                               |
| J.J. White 19                                                                                      | Punti          | W. Frazier 36                                 |             |                               |
| J.J. White 5                                                                                       | Assist         | J. Lucas 8                                    |             |                               |
| D. Cowens 15                                                                                       | Rimbalzi       | J. Lucas 11                                   |             |                               |

| New York 16 aprile 1972 Gara 2 | N.Y. Knicks | 106 – 105 (31-30, 24-22, 29-24, 22-29) referto | Boston Celtics | Madison Square Garden (19.588 spett.) |
| D. DeBusschere 24 Punti J. Havlicek 29 J. Lucas , B. Bradley , W. Frazier 4 Assist J. Havlicek 6 D. DeBusschere 17 Rimbalzi D. Cowens 18 |             |                                                |                |                                       |
| |             |                                                |                |                                       |
| D. DeBusschere 24 | Punti       | J. Havlicek 29                                 |                |                                       |
| J. Lucas, B. Bradley, W. Frazier 4 | Assist      | J. Havlicek 6                                  |                |                                       |
| D. DeBusschere 17 | Rimbalzi    | D. Cowens 18                                   |                |                                       |

| Boston 19 aprile 1972 Gara 3                                                                                     | Boston Celtics | 115 – 109 (21-22, 34-25, 25-36, 35-26) referto | N.Y. Knicks | Boston Garden (15.315 spett.) |
| J.J. White 29 Punti B. Bradley 29 J. Havlicek 11 Assist D. DeBusschere 6 D. Cowens 16 Rimbalzi D. DeBusschere 12 |                |                                                |             |                               |
| |                |                                                |             |                               |
| J.J. White 29 | Punti          | B. Bradley 29                                  |             |                               |
| J. Havlicek 11                                                                                                   | Assist         | D. DeBusschere 6                               |             |                               |
| D. Cowens 16 | Rimbalzi       | D. DeBusschere 12                              |             |                               |

| New York 21 aprile 1972 Gara 4                                                                                         | N.Y. Knicks | 116 – 98 (30-28, 27-24, 29-21, 30-25) referto | Boston Celtics | Madison Square Garden (19.588 spett.) |
| E. Monroe 26 Punti J. Havlicek 27 J. Lucas 7 Assist J. Havlicek 6 D. DeBusschere 16 Rimbalzi J. Havlicek , D. Nelson 9 |             |                                               |                |                                       |
| |             |                                               |                |                                       |
| E. Monroe 26 | Punti       | J. Havlicek 27                                |                |                                       |
| J. Lucas 7 | Assist      | J. Havlicek 6                                 |                |                                       |
| D. DeBusschere 16 | Rimbalzi    | J. Havlicek, D. Nelson 9                      |                |                                       |

| Boston 23 aprile 1972 Gara 5                                                                                                 | Boston Celtics | 103 – 111 (27-23, 28-27, 24-33, 24-28) referto | N.Y. Knicks | Boston Garden (15.315 spett.) |
| J. Havlicek 32 Punti D. DeBusschere 24 J.J. White 9 Assist W. Frazier 7 D. Cowens 15 Rimbalzi W. Frazier , D. DeBusschere 11 |                |                                                |             |                               |
| |                |                                                |             |                               |
| J. Havlicek 32 | Punti          | D. DeBusschere 24                              |             |                               |
| J.J. White 9 | Assist         | W. Frazier 7                                   |             |                               |
| D. Cowens 15 | Rimbalzi       | W. Frazier, D. DeBusschere 11                  |             |                               |

PRECEDENTI IN REGULAR SEASON
| Regular Season 1971-72 | Boston Celtics | 3 – 3 | N.Y. Knicks | Referto 1 - Referto 2 - Referto 3 - Referto 4, Referto 5 - Referto 6 |
| New York Knicks 106 Boston Celtics 89 New York Knicks 97 New York Knicks 109 (1 t.s.) Boston Celtics 122 Boston Celtics 112 Punti 101 Boston Celtics 104 New York Knicks 105 Boston Celtics 106 Boston Celtics 116 New York Knicks 109 New York Knicks |                | |             |                                                                      |
| |                | |             |                                                                      |
| New York Knicks 106 Boston Celtics 89 New York Knicks 97 New York Knicks 109 (1 t.s.) Boston Celtics 122 Boston Celtics 112 | Punti          | 101 Boston Celtics 104 New York Knicks 105 Boston Celtics 106 Boston Celtics 116 New York Knicks 109 New York Knicks |             |                                                                      |

PRECEDENTI NEI PLAYOFF
|  | Boston Celtics (1954, 1955, 1967, 1969) | 4 – 3 | N.Y. Knicks (1951, 1952, 1953) |  |

## Western Conference

### Semifinali

#### (1) Los Angeles Lakers - (4) Chicago Bulls
RISULTATO FINALE: 4-0
| Inglewood 28 marzo 1972 Gara 1                                                                                      | L.A. Lakers | 95 – 80 (17-17, 26-23, 24-21, 28-19) referto | Chicago Bulls | The Forum (17.505 spett.) |
| G. Goodrich 32 Punti J. Sloan 18 J. West 10 Assist N. Van Lier 4 W. Chamberlain , H. Hairston 17 Rimbalzi C. Ray 17 |             |                                              |               |                           |
| |             |                                              |               |                           |
| G. Goodrich 32 | Punti       | J. Sloan 18                                  |               |                           |
| J. West 10 | Assist      | N. Van Lier 4                                |               |                           |
| W. Chamberlain, H. Hairston 17                                                                                      | Rimbalzi    | C. Ray 17                                    |               |                           |

| Inglewood 30 marzo 1972 Gara 2                                                                    | L.A. Lakers | 131 – 124 (30-35, 38-26, 26-31, 37-32) referto | Chicago Bulls | The Forum (17.505 spett.) |
| J. West 37 Punti B. Love 26 J. West 11 Assist N. Van Lier 10 W. Chamberlain 21 Rimbalzi C. Ray 12 |             |                                                |               |                           |
|                                                                                                   |             |                                                |               |                           |
| J. West 37                                                                                        | Punti       | B. Love 26                                     |               |                           |
| J. West 11                                                                                        | Assist      | N. Van Lier 10                                 |               |                           |
| W. Chamberlain 21                                                                                 | Rimbalzi    | C. Ray 12                                      |               |                           |

| Chicago 2 aprile 1972 Gara 3                                                                        | Chicago Bulls | 101 – 108 (24-30, 25-26, 26-25, 26-27) referto | L.A. Lakers | Chicago Stadium (17.805 spett.) |
| N. Van Lier 22 Punti J. West 31 N. Van Lier 8 Assist J. West 9 C. Ray 20 Rimbalzi W. Chamberlain 14 |               |                                                |             |                                 |
| |               |                                                |             |                                 |
| N. Van Lier 22                                                                                      | Punti         | J. West 31                                     |             |                                 |
| N. Van Lier 8                                                                                       | Assist        | J. West 9                                      |             |                                 |
| C. Ray 20                                                                                           | Rimbalzi      | W. Chamberlain 14                              |             |                                 |

| Chicago 4 aprile 1972 Gara 4                                                                         | Chicago Bulls | 97 – 108 (28-18, 22-28, 25-31, 22-31) referto | L.A. Lakers | Chicago Stadium (18.847 spett.) |
| C. Ray 20 Punti G. Goodrich 27 N. Van Lier 11 Assist J. West 10 C. Ray 17 Rimbalzi W. Chamberlain 31 |               |                                               |             |                                 |
| |               |                                               |             |                                 |
| C. Ray 20                                                                                            | Punti         | G. Goodrich 27                                |             |                                 |
| N. Van Lier 11                                                                                       | Assist        | J. West 10                                    |             |                                 |
| C. Ray 17                                                                                            | Rimbalzi      | W. Chamberlain 31                             |             |                                 |

PRECEDENTI IN REGULAR SEASON
| Regular Season 1971-72 | L.A. Lakers | 3 – 1                                                                             | Chicago Bulls | Referto 1 - Referto 2 - Referto 3 - Referto 4 |
| Los Angeles Lakers 106 Chicago Bulls 109 (1 t.s.) Los Angeles Lakers 123 Chicago Bulls 104 Punti 113 Chicago Bulls 122 Los Angeles Lakers 118 Chicago Bulls 109 Los Angeles Lakers |             |                                                                                   |               |                                               |
| |             |                                                                                   |               |                                               |
| Los Angeles Lakers 106 Chicago Bulls 109 (1 t.s.) Los Angeles Lakers 123 Chicago Bulls 104                                                                                         | Punti       | 113 Chicago Bulls 122 Los Angeles Lakers 118 Chicago Bulls 109 Los Angeles Lakers |               |                                               |

PRECEDENTI NEI PLAYOFF
|  | L.A. Lakers (1968, 1971) | 2 – 0 | Chicago Bulls |  |

#### (2) Milwaukee Bucks - (3) Golden State Warriors
RISULTATO FINALE: 4-1
| Milwaukee 28 marzo 1972 Gara 1                                                                                                 | Milwaukee Bucks | 106 – 117 (36-26, 25-33, 20-31, 25-27) referto | G.S. Warriors | Milwaukee Arena (9.877 spett.) |
| K. Abdul-Jabbar 28 Punti J. Barnett 30 L. Allen 8 Assist J. Mullins , N. Thurmond 9 K. Abdul-Jabbar 15 Rimbalzi N. Thurmond 20 |                 |                                                |               |                                |
| |                 |                                                |               |                                |
| K. Abdul-Jabbar 28 | Punti           | J. Barnett 30                                  |               |                                |
| L. Allen 8 | Assist          | J. Mullins, N. Thurmond 9                      |               |                                |
| K. Abdul-Jabbar 15 | Rimbalzi        | N. Thurmond 20                                 |               |                                |

| Milwaukee 30 marzo 1972 Gara 2                                                                                        | Milwaukee Bucks | 118 – 93 (33-25, 22-22, 35-20, 28-26) referto | G.S. Warriors | Milwaukee Arena (10.746 spett.) |
| K. Abdul-Jabbar 25 Punti N. Thurmond 32 O. Robertson 9 Assist J. Barnett 5 K. Abdul-Jabbar 22 Rimbalzi N. Thurmond 18 |                 |                                               |               |                                 |
| |                 |                                               |               |                                 |
| K. Abdul-Jabbar 25 | Punti           | N. Thurmond 32                                |               |                                 |
| O. Robertson 9 | Assist          | J. Barnett 5                                  |               |                                 |
| K. Abdul-Jabbar 22 | Rimbalzi        | N. Thurmond 18                                |               |                                 |

| Oakland 1 aprile 1972 Gara 3 | G.S. Warriors | 94 – 122 (18-27, 26-31, 25-28, 25-36) referto | Milwaukee Bucks | Oakland Arena (13.502 spett.) |
| N. Thurmond 21 Punti K. Abdul-Jabbar , B. Dandridge 23 J. Barnett 7 Assist O. Robertson 14 N. Thurmond 21 Rimbalzi K. Abdul-Jabbar 16 |               |                                               |                 |                               |
| |               |                                               |                 |                               |
| N. Thurmond 21 | Punti         | K. Abdul-Jabbar, B. Dandridge 23              |                 |                               |
| J. Barnett 7 | Assist        | O. Robertson 14                               |                 |                               |
| N. Thurmond 21 | Rimbalzi      | K. Abdul-Jabbar 16                            |                 |                               |

| Oakland 4 aprile 1972 Gara 4                                                                                  | G.S. Warriors | 99 – 106 (32-33, 19-25, 24-23, 24-25) referto | Milwaukee Bucks | Oakland Arena (12.986 spett.) |
| J. Barnett 29 Punti B. Dandridge 31 J. Mullins 6 Assist O. Robertson 11 C. Lee 16 Rimbalzi K. Abdul-Jabbar 20 |               |                                               |                 |                               |
| |               |                                               |                 |                               |
| J. Barnett 29                                                                                                 | Punti         | B. Dandridge 31                               |                 |                               |
| J. Mullins 6                                                                                                  | Assist        | O. Robertson 11                               |                 |                               |
| C. Lee 16 | Rimbalzi      | K. Abdul-Jabbar 20                            |                 |                               |

| Milwaukee 6 aprile 1972 Gara 5                                                                                      | Milwaukee Bucks | 108 – 100 (34-29, 19-26, 31-27, 24-18) referto | G.S. Warriors | Milwaukee Arena (10.746 spett.) |
| B. Dandridge 29 Punti N. Thurmond 26 O. Robertson 8 Assist N. Thurmond 7 K. Abdul-Jabbar 22 Rimbalzi N. Thurmond 15 |                 |                                                |               |                                 |
| |                 |                                                |               |                                 |
| B. Dandridge 29 | Punti           | N. Thurmond 26                                 |               |                                 |
| O. Robertson 8 | Assist          | N. Thurmond 7                                  |               |                                 |
| K. Abdul-Jabbar 22                                                                                                  | Rimbalzi        | N. Thurmond 15                                 |               |                                 |

PRECEDENTI IN REGULAR SEASON
| Regular Season 1971-72 | Milwaukee Bucks | 2 – 2                                                                                            | G.S. Warriors | Referto 1 - Referto 2 - Referto 3 - Referto 4 |
| Golden State Warriors 107 Milwaukee Bucks 103 Milwaukee Bucks 108 Milwaukee Bucks 123 Punti 100 Milwaukee Bucks 106 Golden State Warriors 97 Golden State Warriors 100 Golden State Warriors |                 |                                                                                                  |               |                                               |
| |                 |                                                                                                  |               |                                               |
| Golden State Warriors 107 Milwaukee Bucks 103 Milwaukee Bucks 108 Milwaukee Bucks 123 | Punti           | 100 Milwaukee Bucks 106 Golden State Warriors 97 Golden State Warriors 100 Golden State Warriors |               |                                               |

PRECEDENTI NEI PLAYOFF
|  | Milwaukee Bucks (1971) | 1 – 0 | G.S. Warriors |  |

### Finale

#### (1) Los Angeles Lakers - (2) Milwaukee Bucks
RISULTATO FINALE: 4-2
| Inglewood 9 aprile 1972 Gara 1                                                                                  | L.A. Lakers | 72 – 93 (15-19-19, 18, 15-18, 8-31, 30-25) referto | Milwaukee Bucks | The Forum (17.505 spett.) |
| H. Hairston 16 Punti K. Abdul-Jabbar 33 J. West 6 Assist O. Robertson 10 W. Chamberlain 24 Rimbalzi C. Perry 23 |             |                                                    |                 |                           |
| |             |                                                    |                 |                           |
| H. Hairston 16                                                                                                  | Punti       | K. Abdul-Jabbar 33                                 |                 |                           |
| J. West 6 | Assist      | O. Robertson 10                                    |                 |                           |
| W. Chamberlain 24                                                                                               | Rimbalzi    | C. Perry 23                                        |                 |                           |

| Inglewood 12 aprile 1972 Gara 2 | L.A. Lakers | 135 – 134 (37-38, 35-28, 34-30, 29-38) referto | Milwaukee Bucks | The Forum (17.505 spett.) |
| J. McMillian 42 Punti K. Abdul-Jabbar 40 J. West 13 Assist K. Abdul-Jabbar , O. Robertson 7 W. Chamberlain 17 Rimbalzi C. Perry 12 |             |                                                |                 |                           |
| |             |                                                |                 |                           |
| J. McMillian 42 | Punti       | K. Abdul-Jabbar 40                             |                 |                           |
| J. West 13 | Assist      | K. Abdul-Jabbar, O. Robertson 7                |                 |                           |
| W. Chamberlain 17 | Rimbalzi    | C. Perry 12                                    |                 |                           |

| Milwaukee 14 aprile 1972 Gara 3 | Milwaukee Bucks | 105 – 108 (28-26, 22-30, 31-26, 24-26) referto | L.A. Lakers | Milwaukee Arena (10.746 spett.) |
| K. Abdul-Jabbar 33 Punti G. Goodrich 30 K. Abdul-Jabbar , L. Allen 6 Assist J. West 8 K. Abdul-Jabbar 21 Rimbalzi W. Chamberlain 14 |                 |                                                |             |                                 |
| |                 |                                                |             |                                 |
| K. Abdul-Jabbar 33 | Punti           | G. Goodrich 30                                 |             |                                 |
| K. Abdul-Jabbar, L. Allen 6 | Assist          | J. West 8                                      |             |                                 |
| K. Abdul-Jabbar 21 | Rimbalzi        | W. Chamberlain 14                              |             |                                 |

| Milwaukee 16 aprile 1972 Gara 4 | Milwaukee Bucks | 114 – 88 referto               | L.A. Lakers | Milwaukee Arena (10.746 spett.) |
| K. Abdul-Jabbar 31 Punti J. West 24 O. Robertson 10 Assist W. Chamberlain , J. West 4 C. Perry 19 Rimbalzi W. Chamberlain , H. Hairston 11 |                 |                                |             |                                 |
| |                 |                                |             |                                 |
| K. Abdul-Jabbar 31 | Punti           | J. West 24                     |             |                                 |
| O. Robertson 10 | Assist          | W. Chamberlain, J. West 4      |             |                                 |
| C. Perry 19 | Rimbalzi        | W. Chamberlain, H. Hairston 11 |             |                                 |

| Inglewood 18 aprile 1972 Gara 5                                                                                         | L.A. Lakers | 115 – 90 (31-24-24, 22, 31-22, 35-23, 25-21) referto | Milwaukee Bucks | The Forum (17.505 spett.) |
| J. McMillian 25 Punti K. Abdul-Jabbar 28 J. West 10 Assist B. Dandridge 4 W. Chamberlain 26 Rimbalzi K. Abdul-Jabbar 16 |             |                                                      |                 |                           |
| |             |                                                      |                 |                           |
| J. McMillian 25 | Punti       | K. Abdul-Jabbar 28                                   |                 |                           |
| J. West 10 | Assist      | B. Dandridge 4                                       |                 |                           |
| W. Chamberlain 26 | Rimbalzi    | K. Abdul-Jabbar 16                                   |                 |                           |

| Milwaukee 22 aprile 1972 Gara 6                                                                                      | Milwaukee Bucks | 100 – 104 (27-25-25, 26, 27-26, 25-21, 23-32) referto | L.A. Lakers | Milwaukee Arena (10.746 spett.) |
| K. Abdul-Jabbar 37 Punti J. West 25 K. Abdul-Jabbar 8 Assist J. West 9 K. Abdul-Jabbar 25 Rimbalzi W. Chamberlain 24 |                 |                                                       |             |                                 |
| |                 |                                                       |             |                                 |
| K. Abdul-Jabbar 37                                                                                                   | Punti           | J. West 25                                            |             |                                 |
| K. Abdul-Jabbar 8 | Assist          | J. West 9                                             |             |                                 |
| K. Abdul-Jabbar 25                                                                                                   | Rimbalzi        | W. Chamberlain 24                                     |             |                                 |

PRECEDENTI IN REGULAR SEASON
| Regular Season 1971-72 | L.A. Lakers | 4 – 1                                                                                                  | Milwaukee Bucks | Referto 1 - Referto 2 - Referto 3 - Referto 4, Referto 5 |
| Los Angeles Lakers 112 Milwaukee Bucks 120 Los Angeles Lakers 118 Los Angeles Lakers 109 Los Angeles Lakers 123 Punti 105 Milwaukee Bucks 104 Los Angeles Lakers 105 Milwaukee Bucks 108 Milwaukee Bucks 107 Milwaukee Bucks |             | |                 |                                                          |
| |             | |                 |                                                          |
| Los Angeles Lakers 112 Milwaukee Bucks 120 Los Angeles Lakers 118 Los Angeles Lakers 109 Los Angeles Lakers 123 | Punti       | 105 Milwaukee Bucks 104 Los Angeles Lakers 105 Milwaukee Bucks 108 Milwaukee Bucks 107 Milwaukee Bucks |                 |                                                          |

PRECEDENTI NEI PLAYOFF
|  | L.A. Lakers | 0 – 1 | Milwaukee Bucks (1971) |  |

## NBA Finals 1972

### Los Angeles Lakers - New York Knicks
RISULTATO FINALE
|  | L.A. Lakers | 4 – 1 | N.Y. Knicks |  |

PRECEDENTI IN REGULAR SEASON
| Regular Season 1971-72 | L.A. Lakers | 4 – 1 | N.Y. Knicks | Referto 1 - Referto 2 - Referto 3 - Referto 4, Referto 5 |
| New York Knicks 104 Los Angeles Lakers 103 Los Angeles Lakers 101 New York Knicks 102 New York Knicks 111 Punti 119 Los Angeles Lakers 96 New York Knicks 104 New York Knicks 107 Los Angeles Lakers 114 Los Angeles Lakers |             | |             |                                                          |
| |             | |             |                                                          |
| New York Knicks 104 Los Angeles Lakers 103 Los Angeles Lakers 101 New York Knicks 102 New York Knicks 111 | Punti       | 119 Los Angeles Lakers 96 New York Knicks 104 New York Knicks 107 Los Angeles Lakers 114 Los Angeles Lakers |             |                                                          |

PRECEDENTI NEI PLAYOFF
|  | L.A. Lakers (1952, 1953) | 2 – 1 | N.Y. Knicks (1970) |  |

#### Roster
| \| Pos. \| Num. \| Naz. \| Nome \| Altezza \| Peso \| Data nascita \| Provenienza \| \| ---- \| ---- \| ---- \| ----------------- \| ------- \| ------ \| ------------ \| ------------- \| \| A \| 22 \| \| Baylor, Elgin \| 196 cm \| 102 kg \| 16-09-1934 \| Seattle \| \| C \| 13 \| \| Chamberlain, Wilt \| 216 cm \| 125 kg \| 21-08-1936 \| Kansas \| \| G \| 11 \| \| Cleamons, Jim \| 191 cm \| 84 kg \| 13-09-1949 \| Ohio State \| \| A/C \| 14 \| \| Ellis, LeRoy \| 208 cm \| 95 kg \| 10-03-1940 \| St. John's \| \| G/AP \| 24 \| \| Erickson, Keith \| 196 cm \| 88 kg \| 19-04-1944 \| UCLA \| \| G \| 25 \| \| Goodrich, Gail \| 185 cm \| 77 kg \| 23-04-1943 \| UCLA \| \| A \| 52 \| \| Hairston, Happy \| 201 cm \| 102 kg \| 31-05-1942 \| New York \| \| A \| 5 \| \| McMillian, Jim \| 196 cm \| 98 kg \| 11-03-1948 \| Columbia \| \| G/AP \| 12 \| \| Riley, Pat \| 193 cm \| 93 kg \| 20-03-1945 \| Kentucky \| \| G \| 21 \| \| Robinson, Flynn \| 185 cm \| 84 kg \| 28-04-1941 \| Wyoming \| \| A \| 31 \| \| Trapp, John \| 201 cm \| 95 kg \| 02-10-1945 \| UNLV \| \| G/AP \| 44 \| \| West, Jerry \| 188 cm \| 79 kg \| 28-05-1938 \| West Virginia \| | Allenatore - Bill Sharman Assistente/i - K.C. Jones - Frank O'Neill Legenda - (C) Capitano - (FA) Free agent - (S) Sospeso - (TW) Contratto Two-way - (GL) Assegnato a squadra G League affiliata - Infortunato Roster • Transazioni · Ultima transazione: 18 maggio 1972 |                        |                   |         |        |              |               |
| Pos. | Num. | Naz.                   | Nome              | Altezza | Peso   | Data nascita | Provenienza   |
| A | 22 | Stati Uniti (bandiera) | Baylor, Elgin     | 196 cm  | 102 kg | 16-09-1934   | Seattle       |
| C | 13 | Stati Uniti (bandiera) | Chamberlain, Wilt | 216 cm  | 125 kg | 21-08-1936   | Kansas        |
| G | 11 | Stati Uniti (bandiera) | Cleamons, Jim     | 191 cm  | 84 kg  | 13-09-1949   | Ohio State    |
| A/C | 14 | Stati Uniti (bandiera) | Ellis, LeRoy      | 208 cm  | 95 kg  | 10-03-1940   | St. John's    |
| G/AP | 24 | Stati Uniti (bandiera) | Erickson, Keith   | 196 cm  | 88 kg  | 19-04-1944   | UCLA          |
| G | 25 | Stati Uniti (bandiera) | Goodrich, Gail    | 185 cm  | 77 kg  | 23-04-1943   | UCLA          |
| A | 52 | Stati Uniti (bandiera) | Hairston, Happy   | 201 cm  | 102 kg | 31-05-1942   | New York      |
| A | 5 | Stati Uniti (bandiera) | McMillian, Jim    | 196 cm  | 98 kg  | 11-03-1948   | Columbia      |
| G/AP | 12 | Stati Uniti (bandiera) | Riley, Pat        | 193 cm  | 93 kg  | 20-03-1945   | Kentucky      |
| G | 21 | Stati Uniti (bandiera) | Robinson, Flynn   | 185 cm  | 84 kg  | 28-04-1941   | Wyoming       |
| A | 31 | Stati Uniti (bandiera) | Trapp, John       | 201 cm  | 95 kg  | 02-10-1945   | UNLV          |
| G/AP | 44 | Stati Uniti (bandiera) | West, Jerry       | 188 cm  | 79 kg  | 28-05-1938   | West Virginia |

| \| Pos. \| Num. \| Naz. \| Nome \| Altezza \| Peso \| Data nascita \| Provenienza \| \| ---- \| ----- \| ---- \| ----------------- \| ------- \| ------ \| ------------ \| ------------------- \| \| G/AP \| 12 \| \| Barnett, Dick \| 193 cm \| 86 kg \| 02-10-1936 \| Tennessee State \| \| G/AP \| 24 \| \| Bradley, Bill \| 196 cm \| 93 kg \| 28-07-1943 \| Princeton \| \| G/AP \| 22 \| \| DeBusschere, Dave \| 198 cm \| 100 kg \| 16-10-1940 \| Detroit-Mercy \| \| C \| 34 \| \| Fillmore, Greg \| 216 cm \| 109 kg \| 07-03-1947 \| Cheyney \| \| G \| 10 \| \| Frazier, Walt \| 193 cm \| 91 kg \| 29-03-1945 \| Southern Illinois \| \| A/C \| 18 \| \| Jackson, Phil \| 203 cm \| 100 kg \| 17-09-1945 \| North Dakota \| \| A/C \| 32 \| \| Lucas, Jerry \| 203 cm \| 104 kg \| 30-03-1940 \| Ohio State \| \| A/C \| 26 \| \| Mast, Eddie \| 206 cm \| 100 kg \| 03-10-1948 \| Temple \| \| G \| 7 \| \| Meminger, Dean \| 183 cm \| 79 kg \| 13-05-1948 \| Marquette \| \| G/AP \| 42 \| \| Miles, Eddie \| 193 cm \| 88 kg \| 05-07-1940 \| Seattle \| \| G \| 15-33 \| \| Monroe, Earl \| 191 cm \| 84 kg \| 21-11-1944 \| Winston-Salem State \| \| A/C \| 16 \| \| Paulk, Charlie \| 203 cm \| 99 kg \| 14-06-1946 \| Northeastern State \| \| A \| 5 \| \| Price, Mike \| 191 cm \| 91 kg \| 11-09-1948 \| Illinois Fighting \| \| C \| 23-43 \| \| Rackley, Luther \| 208 cm \| 100 kg \| 11-06-1946 \| Xavier \| \| A/C \| 19 \| \| Reed, Willis \| 206 cm \| 107 kg \| 25-06-1942 \| Grambling State \| \| G/AP \| 6 \| \| Riordan, Mike \| 193 cm \| 91 kg \| 09-07-1945 \| Providence Friars \| \| A/C \| 9 \| \| Stallworth, Dave \| 201 cm \| 91 kg \| 20-12-1941 \| Washington State \| | Allenatore - Red Holzman Assistente/i - Dick McGuire Legenda - (C) Capitano - (FA) Free agent - (S) Sospeso - (TW) Contratto Two-way - (GL) Assegnato a squadra G League affiliata - Infortunato Roster • Transazioni · Ultima transazione: 8 giugno 1972 |                        |                   |         |        |              |                     |
| Pos. | Num. | Naz.                   | Nome              | Altezza | Peso   | Data nascita | Provenienza         |
| G/AP | 12 | Stati Uniti (bandiera) | Barnett, Dick     | 193 cm  | 86 kg  | 02-10-1936   | Tennessee State     |
| G/AP | 24 | Stati Uniti (bandiera) | Bradley, Bill     | 196 cm  | 93 kg  | 28-07-1943   | Princeton           |
| G/AP | 22 | Stati Uniti (bandiera) | DeBusschere, Dave | 198 cm  | 100 kg | 16-10-1940   | Detroit-Mercy       |
| C | 34 | Stati Uniti (bandiera) | Fillmore, Greg    | 216 cm  | 109 kg | 07-03-1947   | Cheyney             |
| G | 10 | Stati Uniti (bandiera) | Frazier, Walt     | 193 cm  | 91 kg  | 29-03-1945   | Southern Illinois   |
| A/C | 18 | Stati Uniti (bandiera) | Jackson, Phil     | 203 cm  | 100 kg | 17-09-1945   | North Dakota        |
| A/C | 32 | Stati Uniti (bandiera) | Lucas, Jerry      | 203 cm  | 104 kg | 30-03-1940   | Ohio State          |
| A/C | 26 | Stati Uniti (bandiera) | Mast, Eddie       | 206 cm  | 100 kg | 03-10-1948   | Temple              |
| G | 7 | Stati Uniti (bandiera) | Meminger, Dean    | 183 cm  | 79 kg  | 13-05-1948   | Marquette           |
| G/AP | 42 | Stati Uniti (bandiera) | Miles, Eddie      | 193 cm  | 88 kg  | 05-07-1940   | Seattle             |
| G | 15-33 | Stati Uniti (bandiera) | Monroe, Earl      | 191 cm  | 84 kg  | 21-11-1944   | Winston-Salem State |
| A/C | 16 | Stati Uniti (bandiera) | Paulk, Charlie    | 203 cm  | 99 kg  | 14-06-1946   | Northeastern State  |
| A | 5 | Stati Uniti (bandiera) | Price, Mike       | 191 cm  | 91 kg  | 11-09-1948   | Illinois Fighting   |
| C | 23-43 | Stati Uniti (bandiera) | Rackley, Luther   | 208 cm  | 100 kg | 11-06-1946   | Xavier              |
| A/C | 19 | Stati Uniti (bandiera) | Reed, Willis      | 206 cm  | 107 kg | 25-06-1942   | Grambling State     |
| G/AP | 6 | Stati Uniti (bandiera) | Riordan, Mike     | 193 cm  | 91 kg  | 09-07-1945   | Providence Friars   |
| A/C | 9 | Stati Uniti (bandiera) | Stallworth, Dave  | 201 cm  | 91 kg  | 20-12-1941   | Washington State    |

#### Risultati
| Arbitri: | Richie Powers Ed Rush |

|                                                                                            |            | |
| G. Goodrich 20                                                                             | Punti      | B. Bradley 29                                                                                          |
| J. West 7                                                                                  | Assist     | W. Frazier 11                                                                                          |
| W. Chamberlain 19                                                                          | Rimbalzi   | D. DeBusschere 18                                                                                      |
| Chamberlain, Goodrich, Hairston, McMillian, West (Cleamons, Ellis, Riley, Robinson, Trapp) | Formazioni | Bradley, DeBusschere, Frazier, Lucas, Monroe (Barnett, Jackson, Mast, Meminger, Miles, Paulk, Rackley) |

| Arbitri: | Mendy Rudolph Jack Madden |

|                                                                        |            |                                                                                               |
| G. Goodrich 31                                                         | Punti      | W. Frazier 21                                                                                 |
| J. West 13                                                             | Assist     | W. Frazier 7                                                                                  |
| W. Chamberlain 24                                                      | Rimbalzi   | P. Jackson, J. Lucas 11                                                                       |
| Chamberlain, Goodrich, Hairston, McMillian, West (Ellis, Riley, Trapp) | Formazioni | Bradley, DeBusschere, Frazier, Lucas, Monroe (Jackson, Mast, Meminger, Miles, Paulk, Rackley) |

| Arbitri: | Don Murphy Richie Powers |

|                                                                                          |            |                                                                 |
| W. Frazier 25                                                                            | Punti      | W. Chamberlain 26                                               |
| J. Lucas 6                                                                               | Assist     | J. West 8                                                       |
| J. Lucas 14                                                                              | Rimbalzi   | W. Chamberlain, H. Hairston 20                                  |
| Bradley, DeBusschere, Frazier, Lucas, Monroe (Barnett, Jackson, Mast, Meminger, Rackley) | Formazioni | Chamberlain, Goodrich, Hairston, McMillian, West (Ellis, Riley) |

| Arbitri: | Mendy Rudolph Jake O'Donnell |

|                                                                           |            |                                                                 |
| B. Bradley 26                                                             | Punti      | J. West 28                                                      |
| J. Lucas 11                                                               | Assist     | J. West 7                                                       |
| D. DeBusschere 13                                                         | Rimbalzi   | W. Chamberlain 24                                               |
| Barnett, Bradley, DeBusschere, Frazier, Lucas (Jackson, Meminger, Monroe) | Formazioni | Chamberlain, Goodrich, Hairston, McMillian, West (Ellis, Riley) |

| Arbitri: | Richie Powers Jack Madden |

|                                                                                            |            | |
| G. Goodrich 25                                                                             | Punti      | W. Frazier 31                                                                                          |
| J. West 9                                                                                  | Assist     | W. Frazier 10                                                                                          |
| W. Chamberlain 29                                                                          | Rimbalzi   | D. DeBusschere 14                                                                                      |
| Chamberlain, Goodrich, Hairston, McMillian, West (Cleamons, Ellis, Riley, Robinson, Trapp) | Formazioni | Bradley, DeBusschere, Frazier, Lucas, Meminger (Barnett, Jackson, Mast, Miles, Monroe, Paulk, Rackley) |

| Campione NBA 1972            |
| ---------------------------- |
| Los Angeles Lakers 6º titolo |

#### Hall of famer
| NBA Finals | Atleta           | Squadra     | Anno |            |
| ---------- | ---------------- | ----------- | ---- | ---------- |
| Giocatore  | Wilt Chamberlain | L.A. Lakers | 1979 | Giocatore  |
| Giocatore  | Jerry West       | L.A. Lakers | 1980 | Giocatore  |
| Giocatore  | Gail Goodrich    | L.A. Lakers | 1996 | Giocatore  |
| Allenatore | Bill Sharman     | L.A. Lakers | 2004 | Allenatore |
| Giocatore  | Dick Barnett     | N.Y. Knicks | 2024 | Giocatore  |
| Giocatore  | Jerry Lucas      | N.Y. Knicks | 1980 | Giocatore  |
| Giocatore  | Willis Reed      | N.Y. Knicks | 1982 | Giocatore  |
| Giocatore  | Bill Bradley     | N.Y. Knicks | 1983 | Giocatore  |
| Giocatore  | Dave DeBusschere | N.Y. Knicks | 1983 | Giocatore  |
| Giocatore  | Walt Frazier     | N.Y. Knicks | 1987 | Giocatore  |
| Giocatore  | Earl Monroe      | N.Y. Knicks | 1990 | Giocatore  |
| Giocatore  | Phil Jackson     | N.Y. Knicks | 2007 | Allenatore |
| Allenatore | Red Holzman      | N.Y. Knicks | 1986 | Allenatore |

#### MVP delle Finali
- #13 Wilt Chamberlain, Los Angeles Lakers.

## Squadra vincitrice

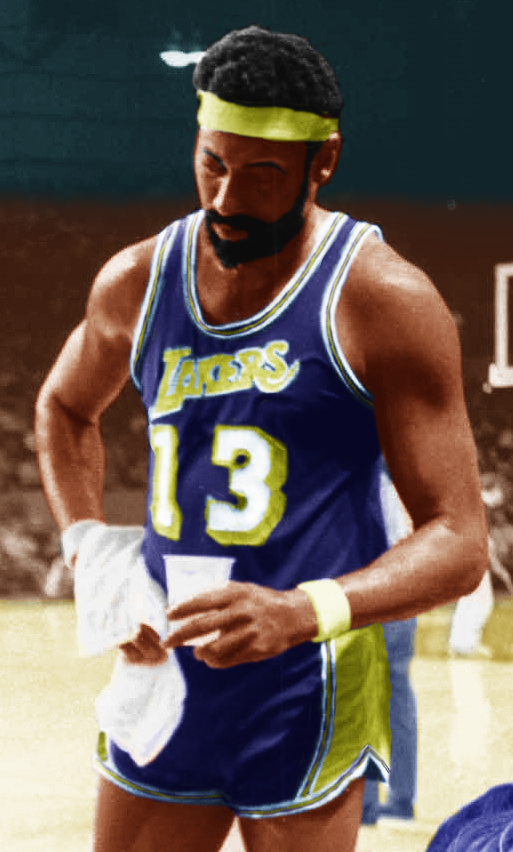
1. 13 Wilt Chamberlain, Los Angeles Lakers.

| N° | Naz.                   | Ruolo | Sportivo         |  | Alt. |  |
| -- | ---------------------- | ----- | ---------------- |  | ---- |  |
| 5  | Stati Uniti (bandiera) | AP    | Jim McMillian    |  | 196  |  |
| 11 | Stati Uniti (bandiera) | G     | Jim Cleamons     |  | 191  |  |
| 12 | Stati Uniti (bandiera) | G     | Pat Riley        |  | 193  |  |
| 13 | Stati Uniti (bandiera) | C     | Wilt Chamberlain |  | 216  |  |
| 14 | Stati Uniti (bandiera) | C     | LeRoy Ellis      |  | 209  |  |
| 21 | Stati Uniti (bandiera) | P     | Flynn Robinson   |  | 185  |  |
| 24 | Stati Uniti (bandiera) | AP    | Keith Erickson   |  | 196  |  |
| 25 | Stati Uniti (bandiera) | G     | Gail Goodrich    |  | 185  |  |
| 31 | Stati Uniti (bandiera) | AG    | John Trapp       |  | 201  |  |
| 44 | Stati Uniti (bandiera) | G     | Jerry West       |  | 191  |  |
| 52 | Stati Uniti (bandiera) | AP    | Happy Hairston   |  | 200  |  |
|    | Stati Uniti (bandiera) | All.  | Bill Sharman     |  |      |  |

## Statistiche
Aggiornate al 23 agosto 2021.
| Categoria | Singola prestazione | Singola prestazione | Singola prestazione | Media               | Media           | Media | Media |
| Categoria | Giocatore           | Squadra             | Max                 | Giocatore           | Squadra         | Media | PG    |
| --------- | ------------------- | ------------------- | ------------------- | ------------------- | --------------- | ----- | ----- |
| Punti     | John Havlicek       | Boston Celtics      | 43                  | Kareem Abdul-Jabbar | Milwaukee Bucks | 28,7  | 11    |
| Rimbalzi  | Wilt Chamberlain    | L.A. Lakers         | 31                  | Wilt Chamberlain    | L.A. Lakers     | 21,0  | 15    |
| Assist    | Oscar Robertson     | Milwaukee Bucks     | 14                  | Jerry West          | L.A. Lakers     | 8,9   | 15    |